# Liste der Baudenkmäler in Welver
Die Liste der Baudenkmäler in Welver enthält die denkmalgeschützten Bauwerke auf dem Gebiet der Gemeinde Welver im Kreis Soest in Nordrhein-Westfalen (Stand: März 2024). Diese Baudenkmäler sind in der Denkmalliste der Gemeinde Welver eingetragen; Grundlage für die Aufnahme ist das Denkmalschutzgesetz Nordrhein-Westfalen (DSchG NRW).

| Bild                                                 | Bezeichnung                                                                                                   | Lage                                                                               | Beschreibung                                                         | Bauzeit   | Eingetragen seit    | Denkmal- nummer |
| ---------------------------------------------------- | --- | ---------------------------------------------------------------------------------- | -------------------------------------------------------------------- | --------- | ------------------- | --------------- |
| weitere Bilder                                       | Evangelische Kirche St. Albanus und Cyriakus mit Ausstattung, sowie Küsterhaus einschließlich Nebengebäude    | Kirchwelver Klosterhof 15 Karte                                                    |                                                                      |           | 24.11.1981          | 1               |
| weitere Bilder                                       | Haus Nehlen                                                                                                   | Berwicke Haus Nehlen 1 Karte                                                       |                                                                      |           | 24.02.1982          | 2               |
| Altes Pfarrhaus                                      | Altes Pfarrhaus                                                                                               | Dinker Kirchplatz 13 Karte                                                         |                                                                      |           | 06.05.1983          | 3               |
| weitere Bilder                                       | Evangelische Pfarrkirche Borgeln                                                                              | Borgeln Pfarrweg 9 Karte                                                           |                                                                      |           | 20.02.1984          | 4               |
| Ehemalige Vikarie und katholisches Pfarramt Welver   | Ehemalige Vikarie und katholisches Pfarramt Welver                                                            | Kirchwelver Klosterhof 7 Karte                                                     |                                                                      |           | 22.02.1984          | 5               |
| weitere Bilder                                       | Katholische Pfarrkirche St. Bernhard                                                                          | Kirchwelver Klosterhof 13 Karte                                                    |                                                                      |           | 20.02.1984          | 6               |
| weitere Bilder                                       | Evangelische Pfarrkirche St. Severin                                                                          | Schwefe Zum Vulting 15 a Karte                                                     |                                                                      |           | 20.02.1984          | 7               |
| Evangelische Kapelle Stocklarn                       | Evangelische Kapelle Stocklarn                                                                                | Stocklarn Stocklarner Straße 3 Karte                                               |                                                                      |           | 20.02.1984          | 8               |
| weitere Bilder                                       | Katholische Pfarrkirche St. Peter und Paul                                                                    | Scheidingen Scheidinger Straße 1 Karte                                             |                                                                      |           | 20.02.1984          | 9               |
| weitere Bilder                                       | Ehemaliges Pfarrhaus Borgeln                                                                                  | Borgeln Pfarrweg 7 Karte                                                           |                                                                      |           | 20.02.1984          | 10              |
| weitere Bilder                                       | Evangelische Pfarrkirche St. Othmar Dinker                                                                    | Dinker Kirchplatz 13 a Karte                                                       |                                                                      |           | 20.02.1984          | 11              |
| BW                                                   | Hofanlage Remmert                                                                                             | Borgeln Kellerstraße 5 Karte                                                       |                                                                      |           | 20.02.1984          | 12              |
| BW                                                   | Gutshof Osthoff-Dahlhoff                                                                                      | Recklingsen Recklingser Straße 1 Karte                                             |                                                                      |           | 20.02.1984          | 13              |
| Ehemaliges Back- und Brauhaus                        | Ehemaliges Back- und Brauhaus                                                                                 | Kirchwelver Klosterhof 10 Karte                                                    |                                                                      |           | 20.02.1984          | 14              |
| BW                                                   | Fachwerkhaus und Speicher des Gehöftes Pieper                                                                 | Ehningsen In Ehningsen 3 Karte                                                     |                                                                      |           | 11.02.1985          | 15              |
| BW                                                   | Ehemalige Plangemühle                                                                                         | Schwefe Neppelmühle 1 Karte                                                        |                                                                      |           | 16.10.1985          | 16              |
| weitere Bilder                                       | Burg Vellinghausen mit Haupthaus, Torhaus, Feldscheune                                                        | Vellinghausen Burg Vellinghausen 1, 2, 3, 3a, 3b, 4, 5 Karte                       |                                                                      |           | 04.12.1989          | 17              |
| BW                                                   | Burg Vellinghausen Stallgebäude                                                                               | Vellinghausen Burg Vellinghausen 1, 2, 3, 3a, 3b, 4, 5 Karte                       |                                                                      |           | 04.12.1989          | 17a             |
| BW                                                   | Hofanlage Menken                                                                                              | Schwefe Zum Vulting 11 Karte                                                       |                                                                      |           | 22.10.1985          | 18              |
| BW                                                   | Speicher | Eineckerholsen Auf der Hofestatt 4 Karte                                           |                                                                      |           | 28.10.1985          | 19              |
| Freilichtmuseum Loh-Hof                              | Freilichtmuseum Loh-Hof                                                                                       | Recklingsen Im Loh 12 Karte                                                        |                                                                      |           | 05.11.1985          | 20              |
| ehemaliger St. Othmar Speicher                       | ehemaliger St. Othmar Speicher                                                                                | Dinker auf der Insel einer alten Gräfte der ehemaligen Wasserburg Clötinghof Karte |                                                                      |           | 18.11.1985          | 21              |
| Sängerhof Dinker                                     | Sängerhof Dinker                                                                                              | Dinker Sängerhof 1 Karte                                                           |                                                                      |           | 09.12.1985          | 22              |
| BW                                                   | Ehemaliger Kotten                                                                                             | Einecke Im Hufeisen 6 Karte                                                        |                                                                      |           | 18.11.1985          | 23              |
| BW                                                   | Fachwerkspeicher aus dem 18. Jahrhundert                                                                      | Einecke Im Hufeisen 8 Karte                                                        |                                                                      |           | 18.11.1985          | 24              |
| BW                                                   | Nördliche Giebelfront des Haupthauses des Hofes Ostermann                                                     | Flerke Flerker Straße 22 Karte                                                     |                                                                      |           | 18.11.1985          | 25              |
| BW                                                   | Ehrenmal Klotingen                                                                                            | Klotingen Karte                                                                    |                                                                      |           | 19.11.1985          | 26              |
| Jugendheim der evangelischen Kirchengemeinde Schwefe | Jugendheim der evangelischen Kirchengemeinde Schwefe                                                          | Schwefe Zum Vulting 21 Karte                                                       |                                                                      |           | 19.11.1985          | 27              |
| BW                                                   | Fachwerkhaus Müller                                                                                           | Stocklarn Stocklarner Straße 18 Karte                                              |                                                                      |           | 14.11.1985          | 28              |
| Heiligenhäuschen                                     | Heiligenhäuschen                                                                                              | Kirchwelver Bahnhofstraße/Ecke Klosterhof Karte                                    |                                                                      |           | 19.11.1985          | 29              |
| BW                                                   | Ehemaliger Ribbertshof                                                                                        | Klotingen Klotinger Straße 11 Karte                                                |                                                                      |           | 26.11.1985          | 30              |
| weitere Bilder                                       | Kriegerehrenmal Dinker                                                                                        | Dinker außerhalb, an der L 670 in Richtung Nateln Karte                            | Ehrenmal der Schlacht bei Völlinghausen                              | 1911      | 03.12.1985          | 31              |
| Hofanlage Haus Meyerich mit Haupthaus und Scheune    | Hofanlage Haus Meyerich mit Haupthaus und Scheune                                                             | Meyerich Plass 11 Karte                                                            |                                                                      |           | 03.12.1985          | 32              |
| Torhaus des ehemaligen Klosters                      | Torhaus des ehemaligen Klosters                                                                               | Kirchwelver Klosterhof 1 Karte                                                     |                                                                      |           | 03.12.1985          | 33              |
| Ehemaliges Polizeidienerhaus mit Gefängnis           | Ehemaliges Polizeidienerhaus mit Gefängnis                                                                    | Welver Schwarzer Weg 10 Karte                                                      |                                                                      |           | 04.12.1985          | 34              |
| BW                                                   | Giebel mit Vorschöpsel des Haupthauses Varnholt                                                               | Borgeln Bördestraße 6 Karte                                                        |                                                                      |           | 10.12.1985          | 35              |
| BW                                                   | Haupthaus des Hofes Holtmann (ohne Anbauten)                                                                  | Klotingen Auf der Anwende 5 Karte                                                  |                                                                      |           | 12.03.1986          | 36              |
| weitere Bilder                                       | Ehemaliges Abteigebäude mit Hospitalanbau einschließlich des Eisengitters, das die Anlage zur Kirche abgrenzt | Kirchwelver Klosterhof 12 Karte                                                    |                                                                      | 1687      | 12.05.1986          | 37              |
| BW                                                   | Ehemalige Mühle Berwicke                                                                                      | Berwicke Schmiedestraße 3 Karte                                                    |                                                                      |           | 14.04.1986          | 38              |
| Fachwerkbauernhaus                                   | Fachwerkbauernhaus                                                                                            | Dinker Hellweg 38 Karte                                                            |                                                                      |           | 23.04.1986          | 39              |
| weitere Bilder                                       | Denkmal zur Erinnerung an die Schlacht bei Vellinghausen 1761                                                 | Vellinghausen Karte                                                                |                                                                      | 1911      | 15.10.1986          | 40              |
| BW                                                   | Hofanlage Scholle                                                                                             | Schwefe Zum Vulting 5 a Karte                                                      |                                                                      |           | 17.08.1988          | 41              |
| Wohnhaus                                             | Wohnhaus | Dinker Kirchplatz 1 Karte                                                          |                                                                      |           | 13.02.1989 gelöscht | 42              |
| Wohnhaus-Kirchwelver                                 | Wohnhaus-Kirchwelver                                                                                          | Dinker Kirchplatz 3 Karte                                                          |                                                                      |           | 13.02.1989          | 43              |
| Fachwerkhaus                                         | Fachwerkhaus                                                                                                  | Meyerich Plass 7 Karte                                                             |                                                                      |           | 25.08.1989          | 44              |
| Fachwerkhaus                                         | Fachwerkhaus                                                                                                  | Kirchwelver Kirchweg 4 Karte                                                       |                                                                      |           | 29.05.1991          | 45              |
| Fachwerktraufenhaus                                  | Fachwerktraufenhaus                                                                                           | Kirchwelver Kirchweg 6 Karte                                                       |                                                                      |           | 29.05.1991          | 46              |
| Fachwerkschuppen                                     | Fachwerkschuppen                                                                                              | Kirchwelver neben Kirchweg 6 Karte                                                 |                                                                      |           | 29.05.1991          | 47              |
| Haus Broel                                           | Haus Broel | Borgeln Haus Broel 1 Karte                                                         |                                                                      |           | 04.03.1992          | 48              |
| BW                                                   | Hofhaus | Schwefe Wohlmeine 19 Karte                                                         |                                                                      |           | 24.03.1993          | 49              |
| Ehemalige evangelische Schule                        | Ehemalige evangelische Schule                                                                                 | Welver Pferdekamp 4 Karte                                                          |                                                                      |           | 15.07.1993          | 50              |
| BW                                                   | Ehrenmal Berwicke                                                                                             | Berwicke Berwicker Straße Karte                                                    |                                                                      |           | 05.04.1994          | 51              |
| BW                                                   | Hofanlage | Berwicke Kaiser Weg 1 Karte                                                        |                                                                      |           | 20.06.1994          | 52              |
| BW                                                   | Hofanlage | Berwicke Kloster Straße 1 Karte                                                    |                                                                      |           | 22.08.1994          | 53              |
| BW                                                   | Hofanlage Richthoff                                                                                           | Berwicke Berwicker Straße 5 Karte                                                  |                                                                      |           | 11.01.1995          | 54              |
| BW                                                   | Wohnhaus | Borgeln Lohstraße 3 Karte                                                          |                                                                      |           | 02.01.1996          | 55              |
| Ehemalige Schule Borgeln                             | Ehemalige Schule Borgeln                                                                                      | Borgeln Pfarrweg 2 Karte                                                           |                                                                      |           | 02.01.1996          | 56              |
| Hofhaus Scheidingen                                  | Hofhaus Scheidingen                                                                                           | Scheidingen Scheidinger Straße 16 Karte                                            |                                                                      |           | 05.09.1996          | 57              |
| BW                                                   | Fachwerkhaus                                                                                                  | Scheidingen Wambeler Straße 13 Karte                                               |                                                                      |           | 24.10.1996          | 58              |
| Fachwerkhaus                                         | Fachwerkhaus                                                                                                  | Scheidingen Scheidinger Straße 24 Karte                                            |                                                                      |           | 24.10.1996          | 59              |
| weitere Bilder                                       | Hofanlage | Scheidingen Lülfstraße 6 Karte                                                     |                                                                      |           | 24.10.1996          | 60              |
| Längsdielenhaus                                      | Längsdielenhaus                                                                                               | Scheidingen Lülfstraße 11 Karte                                                    |                                                                      |           | 24.10.1996          | 61              |
| Fachwerkhaus                                         | Fachwerkhaus                                                                                                  | Borgeln Bördestraße 56 Karte                                                       |                                                                      | 1853      | 24.10.1996          | 62              |
| BW                                                   | Querdeelenhaus                                                                                                | Borgeln Kellerstraße 14 Karte                                                      |                                                                      |           | 29.10.1997          | 63              |
| Ehrenmal Kirchwelver                                 | Ehrenmal Kirchwelver                                                                                          | Kirchwelver Klosterhof Karte                                                       |                                                                      |           | 18.01.1999          | 64              |
| Hofanlage                                            | Hofanlage | Berksen Berksen 8 Karte                                                            |                                                                      |           | 28.10.1999          | 65              |
| Fachwerkhaus                                         | Fachwerkhaus                                                                                                  | Dinker Kirchplatz 2 Karte                                                          |                                                                      |           | 28.10.1999          | 66              |
| Gaststätte Wiemer                                    | Gaststätte Wiemer                                                                                             | Welver Buchenstraße 1 Karte                                                        |                                                                      |           | 28.10.1999          | 67              |
| Fachwerkhaus                                         | Fachwerkhaus                                                                                                  | Dinker Hellweg 25 Karte                                                            |                                                                      |           | 28.10.1999          | 68              |
| Fachwerkhaus                                         | Fachwerkhaus                                                                                                  | Kirchwelver Klosterhof 9 Karte                                                     |                                                                      |           | 24.02.2000          | 69              |
| Ehrenmal Schwefe                                     | Ehrenmal Schwefe                                                                                              | Schwefe Zum Vulting Karte                                                          |                                                                      |           | 22.06.2001          | 70              |
| Ehemaliges Forstwohnhaus                             | Ehemaliges Forstwohnhaus                                                                                      | Kirchwelver Klosterhof 14 Karte                                                    |                                                                      |           | 01.03.2006          | 71              |
| Ehemaliges Forstwirtschaftsgebäude                   | Ehemaliges Forstwirtschaftsgebäude                                                                            | Kirchwelver Klosterhof 16 Karte                                                    |                                                                      |           | 01.03.2006          | 72              |
| Wohnhaus mit Stallgebäude und Einfriedung            | Wohnhaus mit Stallgebäude und Einfriedung                                                                     | Kirchwelver Kirchweg 2 Karte                                                       |                                                                      |           | 10.01.2007          | 73              |
| BW                                                   | Hofanlage Stute                                                                                               | Klotingen Hohe Brücke 4 Karte                                                      |                                                                      |           | 04.04.2008          | 74              |
| weitere Bilder                                       | Hochbauten und Trassengrundstücke der Strecke 77                                                              | Recklingsen, Zentralort, Dinker unter anderem Buchenstraße Karte                   | Grundstücke und Hochbauten der begonnenen Reichsautobahn nach Kassel | 1937–1942 | 23.01.2013          | 75              |
| BW                                                   | Hof Reckert                                                                                                   | Nateln In Nateln 12 Karte                                                          |                                                                      |           | 14.10.2019          | 76              |